# الغشاء الزجاجي
الغشاء الزجاجي (بالإنجليزية: Vitreous membrane) هي طبقة من الكولاجين تفصل الجسم الزجاجي عن بقية أجزاء العين. تم التعرف على جزأين تشريحيين من الغشاء الزجاجي على الأقل، وهما الغشاء الزجاجي الخلفي والغشاء الزجاجي الأمامي. ينفصل الجزء الخلفي من الجسم الزجاجي عن الشبكية بواسطة الغشاء الزجاجي الخلفي، وهو غشاء تشريحي زائف، في حين أن الغشاء الزجاجي الأمامي يفصل الجزء الأمامي من الجسم الزجاجي عن العدسة.

## روابط خارجية
- Image at ivy-rose.co.uk